# Eburodacrys sanguinipes
Eburodacrys sanguinipes es una especie de escarabajo longicornio del género Eburodacrys, tribu Eburiini, subfamilia Cerambycinae. Fue descrita científicamente por Gounelle en 1909.

## Descripción
Mide 11-15 milímetros de longitud.

## Distribución
Se distribuye por Bolivia, Brasil, Colombia y Paraguay.